# مریم خاتون ملک‌آرا
مریم خاتون مُلک‌آرا (۱۳۲۹ — ۶ فروردین ۱۳۹۱) اولین تراجنسی شناخته شده در ایران بعد از انقلاب است. او توانست فتوای مشروعیت تطبیق جنسیت در ایران را از سید روح‌الله خمینی بگیرد. قبل از او در سال ۱۳۳۲ اولین ترنس ایرانی به نام فرهاد عمل جراحی و تغییر شناسنامه را انجام داده بود. 
مُلک‌آرا انجمن حمایت از بیماران مبتلا به اختلالات هویت جنسی ایران را در سال ۱۳۸۶ هجری شمسی با کمک چند تن از پزشکان برای حمایت از تراجنسی‌های ایرانی ثبت کرد.

## زندگی‌نامه
در سال ۱۳۵۳ ملک آرا طی ملاقاتی با فرح پهلوی مشکلات خود را در میان گذاشت و فرح پهلوی به وی پیشنهاد داد تا تعدادی از تراجنسی‌ها را جمع کرده تا به این افراد امتیازاتی تعلق بگیرد اما این پیشنهاد به سرانجام نرسید. پس از آن ملک آرا که خود را فردی مذهبی می‌دانست در پی حکم شرعی خود بود. وی پس از ملاقات با سید عبدالله بهبهانی و توضیح وضعیت خویش پیشنهاد ارسال نامه به سید روح‌الله خمینی در نجف را از طرف ایشان دریافت کرد. مریم خاتون می‌گوید:
«من به ایشان گفتم همیشه احساس می‌کنم یک زن هستم.»
در سال ۱۳۵۴ مُلک‌آرا (فریدون سابق) که در صدا و سیمای آن زمان مشغول بود پاسخ نامه خود را از سید روح‌الله خمینی (که توسط شاه در عراق در تبعید بود) دریافت نمود. مریم خاتون می‌گوید:
برای امام نوشته بودم مادرم برای من تعریف کرده که در ۲ سالگی من با گچ خودم را مثل زنان آرایش می‌کردم و امام با تصور اینکه من یک دوجنسه هستم جواب دادند که باید طبق قوانین اسلامی یک زن شوم.
در سال ۱۳۵۷ مریم خاتون به پاریس سفر کرد تا با روح‌الله خمینی ملاقات حضوری داشته باشد ولی ناموفق بود و پس از آن نیز انقلاب ۱۳۵۷ ایران رخ داد و مسیر برای گرفتن این تأیید بسیار سخت شد. ملک‌آرا از شغل خود اخراج شد و به اجبار به او هورمون‌های مردانه تزریق شد و تحت درمان روانپزشکان و درمان‌های اشتباه قرار گرفت.
مُلک‌آرا تسلیم نشد و سعی کرد با روحانیان با نفوذ آن زمان، از جمله اکبر هاشمی رفسنجانی ملاقات داشته باشد. در سال ۱۳۶۳ از طریق دفتر احمد جنتی نامه‌ای برای سید روح‌الله خمینی نوشت که جوابی که آمد شبیه به فتوای اول بود، مربوط به افراد دو جنسیتی می‌شد. او سعی کرد روح‌الله خمینی را در جماران ملاقات کند؛ ولی این کار ساده‌ای نبود زیرا جماران تحت تدابیر امنیتی شدید بود. ملک‌آرا کت و شلواری پوشید و قرآن را در پرچم ایران پیچید و کفش‌های خود را از گردن آویزان کرد (مانند حر در واقعه عاشورا) و راهی جماران شد. مأموران امنیتی جلو وی را گرفتند و با وی برخورد کردند ولی سید مرتضی پسندیده (برادر بزرگتر روح‌الله خمینی) پس از دیدن ملک‌آرا، اجازهٔ ورود وی را داد و شخصاً او را داخل منزل برد. پس از ورود، ملک‌آرا سعی کرد وضعیت خود را توضیح دهد ولی مأموران امنیتی به پارچه‌ای که به دور سینهٔ وی پیچیده شده بود شک کرده و تصور کردند وی مواد منفجره حمل می‌کند بعد از باز کردن پارچه متوجه می‌شوند سینه‌بند بوده، زنان حاضر در خانه به ملک‌آرا چادری می‌دهند تا وی خود را بپوشاند. در همین حال پسر روح‌الله خمینی، سید احمد خمینی وارد شد و تحت تأثیر داستان ملک‌آرا قرار گرفت و قول کمک به ملک‌آرا داد. ملک‌آرا تحت فشار عصبی بیهوش شد.
ملک‌آرا می‌گوید:
آنجا بهشت بود، فضا، لحظه و همه چیز برای من بهشت بود. در راهروی بودم و می‌شنیدم که امام خمینی از اطرافیان خود عصبانی هستند و فریاد می‌زنند که چرا با کسی که به ما پناه آورده اینگونه برخورد می‌کنید و باعث آزار این فرد شده‌اید. امام خمینی می‌گفت «این بنده خداست». امام با ۳ تن از پزشکان مورد اعتماد خود مشورت کرد و دربارهٔ تفاوت تراجنسی و دوجنسه و خنثی مشکل از ایشان پرسید. بعد از این همه چیز برای من فرق کرد
ملک آرا می‌گوید:
آیت الله خامنه‌ای (رئیس‌جمهور وقت) برای من چادر و مقنعه بریدن و با صلوات و تبریک من رو وارد حجاب اسلامی کردند.
 او فتوای موردنظر خود را از خمینی گرفت.
به اعتقاد رابرت تیت خبرنگار گاردین، فتوای روح‌الله خمینی که در آن در صورت تحقق شرایطی، عمل جراحی برای تغییر جنسیت مجاز دانسته می‌شد تأثیر پایداری بر جا گذاشت زیرا اکنون ایران به صورت کشور پیشگام در عمل جراحی برای تغییر جنسیت درآمده‌است. ملک‌آرا پس از این کار در پی این بود تا استانداردهای تغییر جنسیت را در ایران برقرار کند و به تراجنسی‌های دیگر کمک کند. مریم ملک آرا انجمن حمایت از بیماران مبتلا به اختلالات هویت جنسی ایران را در سال ۱۳۸۶ هجری شمسی با کمک چند تن از پزشکان برای حمایت از تراجنسی‌های ایرانی ثبت کرد.

## مرگ

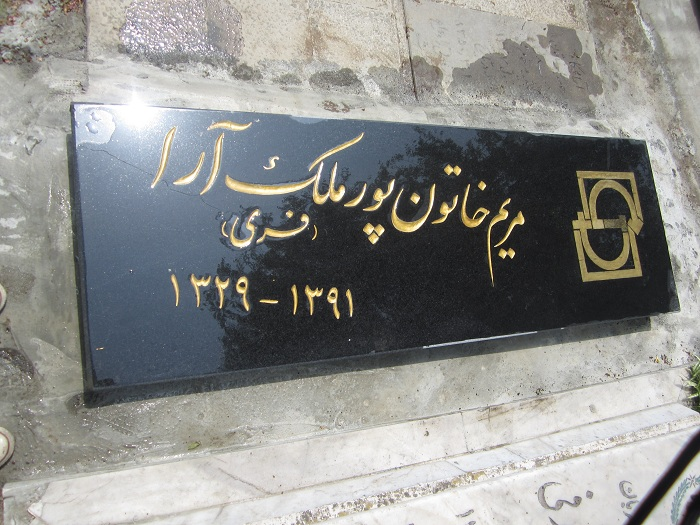
سنگ قبر مریم خاتون ملک آرا

مریم خاتون ملک آرا در ۶ فروردین ۱۳۹۱ (۲۵ مارس ۲۰۱۲) در خانه بر اثر سکته قلبی درگذشت و در محل تولدش در آب‌کنار، بندر انزلی به خاک سپرده شد.